# NASA本部
メアリー・W・ジャクソンNASA本部（メアリー・W・ジャクソン ナサほんぶ、Mary W. Jackson NASA Headquarters）の庁舎は、首都ワシントンD.C.のHidden Figures通り（2020年6月、E通りから改称）300番地南西にある低層建築物である。建物には、NASA長官の指導の下、アメリカ合衆国連邦政府の執行機関たるアメリカ航空宇宙局 (NASA) に対して全般的な指導及び指揮を執るNASAの幹部のオフィスが入居する。全米に10施設あるフィールドセンター及び様々な研究・開発拠点が日常的な仕事を行っている。1992年の設置以降は「インディペンデンス・スクエア2番地」と呼ばれていたが、2020年6月、NASA初の黒人女性技師メアリー・ウィンストン・ジャクソンを記念し、その名に改称すると発表された。
NASAのミッションを実行するために、NASAの本部組織は次の4つの部門に分かれている。
- 航空工学：新しい飛行技術を開拓して証明し、探査及び地球での実用的な応用をするための能力を向上させる。
- 探査システム：人間とロボットによる入手可能かつ持続可能な新しい宇宙機と可能性を創造する。
- 科学：地球、月、火星、そしてそれ以遠の天体の探査や、新しい発見までの最短ルートを地図に示すこと、そして社会のために地球及び宇宙探査で得た利益を享受すること。
- 宇宙オペレーション：スペースシャトル、国際宇宙ステーション、および飛行支援を通して、NASAの残りの大部分のための決定的な実現技術を提供する。

NASAの第2代長官ジェイムズ・E・ウェッブにちなんで名づけられたジェイムズ・E・ウェッブ記念講堂では、記者会見やNASA Socialのイベントを主催する。建物内には他に、館外貸出可能な図書館、歴史課及びアーカイブズ、並びにNASA TVのための製作施設も入居する。 

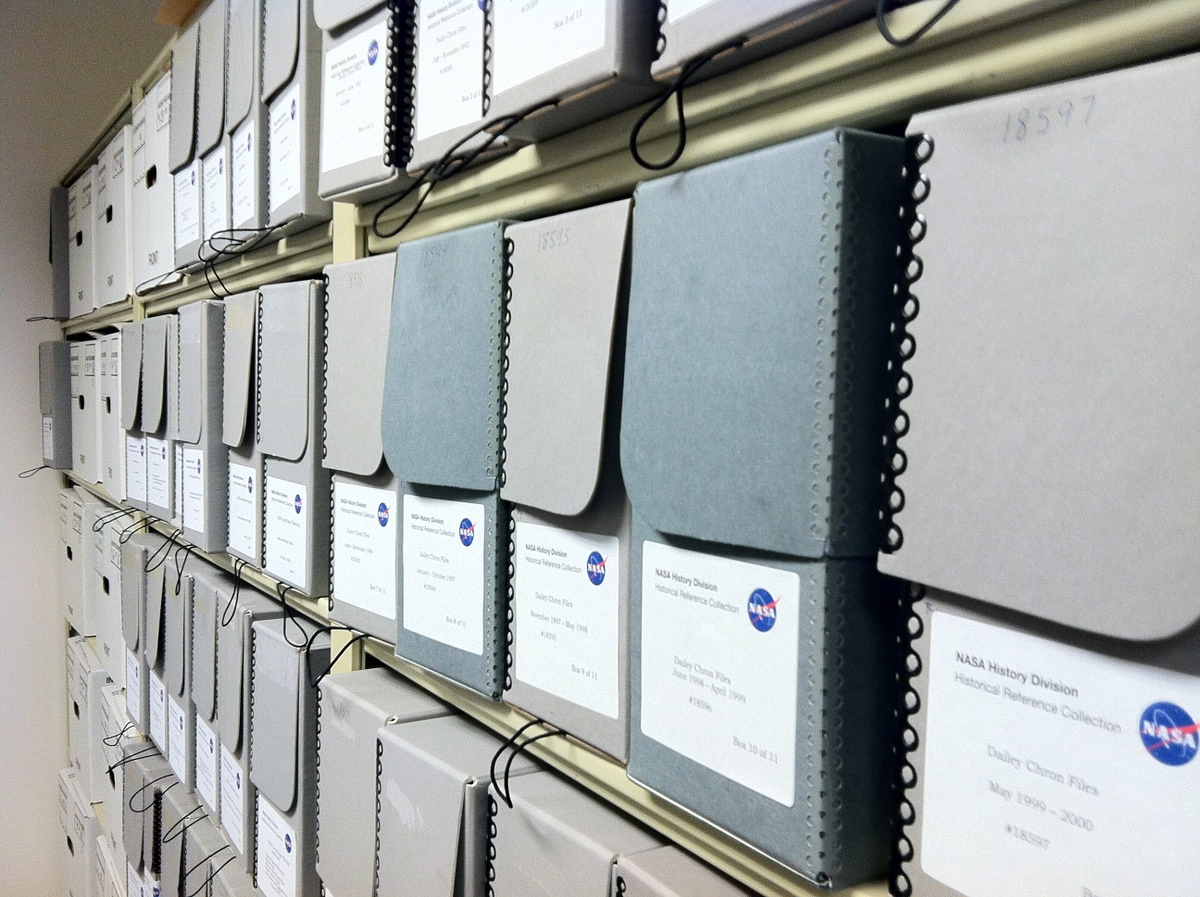
NASAの歴史アーカイブズ